# Lista narzędzi UML
Narzędzia do modelowania w UML (Unified Modeling Language – ujednoliconym języku modelowania) – oprogramowanie, które pozwala tworzyć modele pomocne przy programowaniu, ale także analizie procesów biznesowych. Narzędzia podzielono na wolne/otwarte i zamknięte (komercyjne).

## Wolne/otwartenarzędzia UML
(w kolejności alfabetycznej)
- Acceleo – system generacji kodu źródłowego z modeli UML oparty na Eclipse i szablonie EMF
- AmaterasUML – plug-in dla Eclipse umożliwiający rysowanie diagramów klas i interakcji; potrafi generować diagramy klas z kodu Javy, natomiast diagramy interakcji z wydruku stosu wywołań
- ArgoUML – napisany w Javie, zaawansowane generowanie kodu i podpowiedzi, ciągle rozszerzany
- ATLAS Transformation Language – narzędzie QVT, pozwalające transformować między innymi modele UML w inne modele UML lub Java itp. ATL jest kompletnym rozwiązaniem open source udostępnionym przez projekt Eclipse GMT (ang. Generative Modeling Tools).
- BoUml – (Obsługuje: C++, Java, IDL, Php, Python) obejmuje UML 2.0, tworzy dokumentację HTML, nie wymaga uprawnień administratora do instalacji, dostępny na licencji GPL do wersji 4.23 ultimate patch 7, wersja 5.0 posiada licencję komercyjną.
- Dia – ogólne narzędzie do rysowania diagramów oparte na GTK+/GNOME, które obsługuje modelowanie UML (licencja GNU GPL)
- ESS-Model – generator diagramów projektów Delphi oraz Java
- Eclipse – z platformą modelowania Eclipse (ang. Eclipse Modeling Framework, EMF) i metamodelem UML 2.0 (bez GUI)
- Fujaba – platforma developerska UML i Java; dostępna też w wersji Eclipse
- Gaphor – środowisko modelowania UML 2.0 oparte na GTK+/GNOME napisane w języku Python
- GenMyModel – środowisko modelowania UML 2.0 oparte na Javascript/HTML5
- MetaUML – Notacja tekstowa dla UML. Renderowanie Diagramów w oparciu o MetaPost, odpowiednie dla systemu składu LaTeX
- MonoUML – bazujące na najnowszym oprogramowaniu Mono, GTK+ i ExpertCoder.
- NetBeans – z „NetBeans IDE 5.5 Enterprise Pack” oraz z NetBeans IDE ≤ 6.7.1 usunięta obsługa UML z projektu
- Software Ideas Modeler – modeler UML napisany w C#
- StarUML – (Obsługuje: C/C++, Java, Visual Basic, Delphi, JScript, VBScript, C#, VB.NET) platforma UML/MDA dla systemu Windows (2000, XP), która umożliwia import projektów z takich komercyjnych aplikacji jak Rational Rose czy Borland Together. Zapewnia forward i reverse engineering kodu w Javie, C#, C++; dostępna na zmodyfikowanej licencji GNU GPL, napisana głównie w Delphi
- Umbrello – program dla Linuksa, środowisko KDE
- UMLet – łatwe w użyciu narzędzie pozwalające tworzyć diagramy UML, stworzone w Javie (licencja GNU GPL)
- UMLpad – modeler UML napisany w C++/wxWidgets, na licencji GNU GPL
- UML Sculptor – prosty, łatwy w użyciu program do tworzenia diagramów klas

## Zamknięte(ang.proprietary) narzędzia UML
- ARIS Platform – rodzina programów ARIS Platform zapewnia zintegrowane portfolio narzędzi informatycznych, które pozwalają w sposób ciągły doskonalić procesy biznesowe.
- Borland Together – rodzina programów integrujących się z różnymi IDE, istnieje wersja demo
- Enterprise Architect – profesjonalne narzędzie działające na platformach Windows i Linux. Obsługuje UML 2.1.
- IBM Rational Rose (dawniej: Rational Software)
- IBM Rational Software Architect – narzędzie wspierające UML 2.0 oparte na Eclipse
- JUDE – program to tworzenia diagramów UML, diagramów związków encji, diagramów przepływu, map myśli itd.; istnieje darmowa wersja Community, nieco ograniczona (m.in. tylko do diagramów UML oraz importu/eksportu kodu Javy), jednak wciąż o sporych możliwościach i dostępna również do celów komercyjnych.
- Microsoft Visio – program z pakietu MS Office, umożliwiający (między innymi) rysowanie diagramów UML – należy jednak zwrócić uwagę, że nie umożliwia generacji kodu z diagramów, ani sprawdzania ich integralności.
- Rodzina programów iGrafx – narzędzia iGrafx począwszy od iGrafx FlowCharter obsługują tworzenie diagramów UML. Wersja testowa na witrynie iGrafx
- MagicDraw – pakiet przeznaczony również do pracy w sieci, możliwość modelowania w SysML
- Objecteering – do edycji i modelowania diagramów UML, darmowy w wersji podstawowej
- Poseidon for UML – zaawansowane narzędzie bazujące na ArgoUML, darmowa edycja Community, trial 30 dni dla zarejestrowanych użytkowników
- Sybase PowerDesigner – wydajne, rozbudowane i dopracowane narzędzie do tworzenia diagramów UML oraz schematów baz danych, procesów biznesowych i zarządzania wymaganiami. Wersja francuskojęzyczna nosi nazwę PowerAMC.
- Telelogic Tau G2
- Tormigo – polskie narzędzie wspierające zarządzanie wymaganiami w Enterprise Architect (wg informacji ze strony https://modesto.pl co najmniej od 2019 r. nie jest rozwijane przez autora, firmą MODESTO Michał Wolski)
- Visual Paradigm for UML – oprócz wersji płatnych istnieje darmowa wersja Community, która posiada ograniczenie funkcjonalności.
- Visual Paradigm SDE – SDE (środowisko programistyczne). Integruje się ze wszystkimi wiodącymi IDE (Visual Studio, Eclipse/WebSphere, Borland JBuilder, NetBeans/Sun ONE, IntelliJ IDEA, Oracle JDeveloper, BEA WebLogic Workshop). Do użytku niekomercyjnego (do nauki), dostępne w wersji Community, za darmo, z ograniczeniem funkcjonalności.